# Џон Холингс Џексон
Џон Холингс Џексон (енгл. John Hughlings Jackson; Јоркшир, 4. април 1835 — 7. октобар 1911) био је члан Краљевског друштва и британски неуролог који је описао неуролошко функционисање мозга у хијерархијској форми, нижи нивои имају функције ослобођења и често неприкладно делују када виши нивои контроле не успеју. Овај модел је тридесетих година прошлог века доживео развој у области психијатрије, захваљујући раду Хенрија Еја и његове теорије о органодинамици.

## Биографија
Рођен је у Јоркширу као најмлађе дете од оца пивара, ниског официра и пољопривредника и мајке, ћерке порезника, која је убрзо преминула након што га је родила. Имао је три брата, који су емигрирала на Нови Зеланд, и сестре које су се удале за физичара.
Након што је дипломирао, радио је као лекар у јоршком диспанзеру 1856. Године 1859. се вратио у Лондон како би радио у болници Метрополитен. Године 1862. је именован за помоћног, а 1869. за сталног лекара у Националној болници за парализу и епилепсију у Лондону, 1874. је радио као лекар у лондонској болници. Током овог периода, стекао је репутацију неуролога, а 1878. је награђен чланством Краљевског друштва.
Преминуо је у Лондону 7. октобра 1911. године, а медицинска школа је изграђена на Универзитету Јорк у част његових услуга.